# آنویسکویه
آنویسکویه (به لاتین: Anuyskoye) یک منطقهٔ مسکونی در روسیه است که در سرزمین آلتای واقع شده‌است.